# Équipe du Kosovo de rugby à XV
L'équipe du Kosovo de rugby à XV rassemble les meilleurs joueurs de rugby à XV du Kosovo.
Elle joue lors de la saison 2022-2023 dans la division « développement » du Championnat d'Europe.

## Histoire
La fédération kosovare de rugby à XV est créée en septembre 2018. Elle devient membre de Rugby Europe en décembre 2021.
Elle est intégrée à la division « développement » du championnat d'Europe en 2023. Son premier match officiel s'est soldé par une défaite face à l'Autriche le 1er avril 2023.